# 투캅스 3
《투캅스 3》(영어: Two Cops 3)는 김상진 감독의, 대한민국의 액션 코믹영화 작품이다. 1996년 작품 《투캅스 2》에 이어 1998년 4월에 개봉하였는데 김혜수가 여주인공으로 낙점되었으나 이런저런 사정 때문에 불발되었으며 뻔한 이야기와 억지 웃음 등의 이유 탓인지  흥행에 실패했다.

## 줄거리
강민호 형사를 골탕먹이던 신세대 경찰 이형구 형사도 어느덧 새로운 파트너를 맞이하는 신세가 된다. 대대로 신참은 고참의 골치거리였던 것을 감안하면 여간 신경쓰이는 일이 아니다. 아니나 다를까 이형구 형사의 새로운 파트너는 씩씩한(?)여자. 자신처럼 경찰학교를 수석으로 졸업한 재원인 최윤정이다. 하지만 최윤정 형사가 경찰이 된 이유는 '정의 수호'. '폼나잖아요'의 이 형사와는 격이 다르다. 그러니 처음부터 사사건건 부딪칠 수밖에. 이 형사에겐 여자라고 봐주려는 고참의 배려를 무시하고 현장으로 달려드는 최 형사가 눈의 가시고, 최 형사 역시 사사건건 여자라는 이유로 자신을 푸대접하는 이 형사가 마음에 안 든다. 한편 총기를 풀어 사고가 일어나면 일어날수록 우리 경제가 밝아진다는 얼토당토 않는 이론으로 장안을 쑥대밭으로 만드는 상곤파 일당. 이번에는 중국 마피아조직과 연계해 '한중연합조폭'을 결성, 국제적 거래를 성사시키겠다는 턱도 없는 야심에 차 있다. 이에 남녀 혼성 2인조 '투캅스'가 이들을 일망타진하기 위해 분연히 일어선다.

## 등장 인물

### 주인공
- 이형구 경장 : 김보성
- 최윤정 순경 : 권민중

### 주변 인물
- 구 형사 : 박용우
- 서초 경찰서장 : 양택조
- 형사과장 : 김일우
- 보스 : 김기현
- 이형구 경장 부 : 박인환
- 이형구 경장 모 : 박예숙
- 장팔봉 : 권용운
- 김태식 : 김춘식
- 흑장갑 : 류태호

### 그 외 인물
- 박 사장 : 윤문식
- 남 사장 : 남포동
- 국 사장 : 국정환
- 한 사장 : 한태일
- 서 사장 : 서평석
- 수하 1 : 박상면
- 수하 2 : 김응수
- 수하 3 : 배중식
- 수하 4 : 강현식
- 수하 5 : 공대봉
- 중국 두목 : 구영홍
- 망치 : 오상훈
- 형사반장 : 이석구
- 형사 1 : 안진수
- 형사 2 : 김현우
- 형사 3 : 한명환
- 형사 4 : 나갑성
- 김본두 : 이인섭
- 김 조폭 : 박세범
- 나변태 : 표철환
- 조폭 1 : 오동영
- 조폭 2 : 송복철
- 조폭 3 : 양해길
- 김태식 정부 : 김화성
- 목장갑 : 강성진
- 유괴범 : 이두일
- 호텔 여 : 이정현
- 호텔 남 : 최정식
- 유괴아 : 엄지선
- 커피 범죄자 : 김수로
- 웨이터 : 조정용
- 편의점 도둑 1 : 유하복
- 편의점 도둑 2 : 이원형
- 전경 : 박용준
- 시골 깡패 1 : 신상봉
- 시골 깡패 2 : 오병택
- 철가방 : 류현철
- 당구장 깡패 : 양길영
- 트럭 운전수 : 이원종
- 총쏘는 여 : 장수희
- 은행강도 : 문정섭
- 버스 안 남 : 맹봉학
- 은행범 1 : 이성훈
- 은행범 2 : 김철수
- 유괴아 부 : 조원희
- 대학교수 : 이성용
- 소매치기 : 김왕근
- 유괴아 모 : 전수경

## 제작진
| - 감독 : 김상진 - 조감독 : 장규성, 김동욱, 김성욱, 이원형 - 기록 : 김규영 - 각본 : 김만곤, 박계옥 - 원안 : 김성홍 - 촬영 : 진영호 - 촬영부 : 이기원, 김용철, 박지혜, 임호상, 김태식, 이정하, 오성규 - 조명 : 신학성 - 조명부 : 지길수, 이동규, 김영린, 조태진, 문정섭, 김연주 - 스틸 : 김훈광, 박연화 - 그립 : 박봉수, 김용태 - 키그립 : 김태영 - 기획 : 강우석 - 제작부장 : 오효석 - 제작진행 : 고현우 - 프로듀서 : 김미희 - 동시녹음 : 강신규 - 녹음 : 리드사운드 - 음향 : 강대성, 유재광 - 음악 : 최경식 - 미술 : 조융삼, 이상학 - 스틸 : 김훈광, 박연화 - 특수효과 : 정도안, 유영일 - 분장 : 윤예령, 이선미, 배미남, 최정윤 - 의상 : 이승현, 곽유미 | - 편집 : 김현 - 네가편집 : 이혜연 - 소품 : 김태욱 - 마케팅부문 : 김안나, 이은주 - 무술감독 : 김춘식 - 무술팀 : 조주현, 박광설, 박희진, 최명호, 심재원, 김재원, 김광수, 신동원, 오세영, 정일원, 최관섭, 이무룡, 이시언, 김민수, 김충건, 조상현, 김진형, 전진태, 이형길, 한상락, 배덕규, 윤영규, 홍상석, 서범식, 김정옥 - 사운드디자인 : 김윤성 - 사운드편집 : 김윤겸 - 붐맨 : 이태규, 이경학 - Foley : 최정원, 육태서 - 광학녹음 : 김용훈 - 대사편집 : 박덕수 - 대사더빙 : 홍윤성 - 색보정 : 한광동 - 현상 : 세방현상소 - 홍보 : 강혜정, 임지영 - 홍보사진 : 손기철 - 스테디캠 : 여경보, 전병하 - 광고 : 씨네월드 - 행정 : 유인자, 김순영 - 운송 : 이경형, 천윤기 - 발전차 : 정용일 - 특수장비 : (주)영상시대 - 보조출연 : 한국예술, 예인, 미세영상, MTM |

## 참고
- 투캅스 3 - 한국영화 데이터베이스